# Tube de sûreté

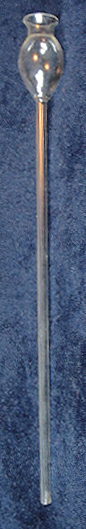

Un tube de sûreté ou tube à entonnoir est un instrument de laboratoire en verre qui permet de verser lentement un liquide dans une solution. Il est constitué d'un réservoir (en forme d'entonnoir) et d'une longue tige. Cette dernière étant de faible diamètre peut être insérée dans un petit trou, comme celui du bouchon d'une fiole d'Erlenmeyer, et limite l'écoulement. Il peut être également utilisé pour empêcher le débordement d'un tel contenant lorsque la pression exercée à la surface de ce liquide ou sa température viennent à changer. Ainsi la pression supplémentaire exercée sur le liquide ou son expansion le fera remonter le tube puis déboucher dans le réservoir. 
On nomme cet instrument Thistle funnel ou Thistle tube en anglais dû à la forme du réservoir qui ressemble à la fleur de chardon (thistle). Le tube terminal peut avoir plusieurs formes ce qui donne les variantes suivantes :
- Droit : tube de sûreté droit
- Bouclé : tube de sûreté à boucle
- Multiples réservoirs : tube de sûreté à boucle avec une boule ou deux boules